# Yasuhikotakia splendida
Yasuhikotakia splendida е вид лъчеперка от семейство Cobitidae. Видът е уязвим и сериозно застрашен от изчезване.

## Разпространение
Разпространен е в Лаос и Тайланд.

## Описание
На дължина достигат до 10 cm.
Популацията на вида е намаляваща.